# Campiña de Jerez

Ubicazione della comarca Campiña de Jerez

Campiña de Jerez è una comarca dell'Andalusia che si trova nella provincia di Cadice. Ha una superficie totale di 1412 km² e al 2013 contava 219 640 abitanti. È costituita da due soli comuni, San José del Valle e Jerez de la Frontera, che ne è anche il capoluogo.

## Geografia
Confina a nord con la comarca di Bajo Guadalquivir, nella provincia di Siviglia, ad ovest con la comarca Costa Noroeste de Cádiz, a sud con la comarca di Bahía de Cádiz e quella di La Janda e a est con le comarche di Sierra de Cádiz e di Serranía de Ronda, in provincia di Malaga.
| Nordest: Costa Noroeste de Cádiz              | Nord: Bajo Guadalquivir | Nordovest: Sierra de Cádiz |
| Ovest: Costa Noroeste de Cádiz Bahía de Cádiz |                         | Est: Serranía de Ronda     |
| Sudovest: Bahía de Cádiz                      | Sud: La Janda           | Sudest: Serranía de Ronda  |

## Storia

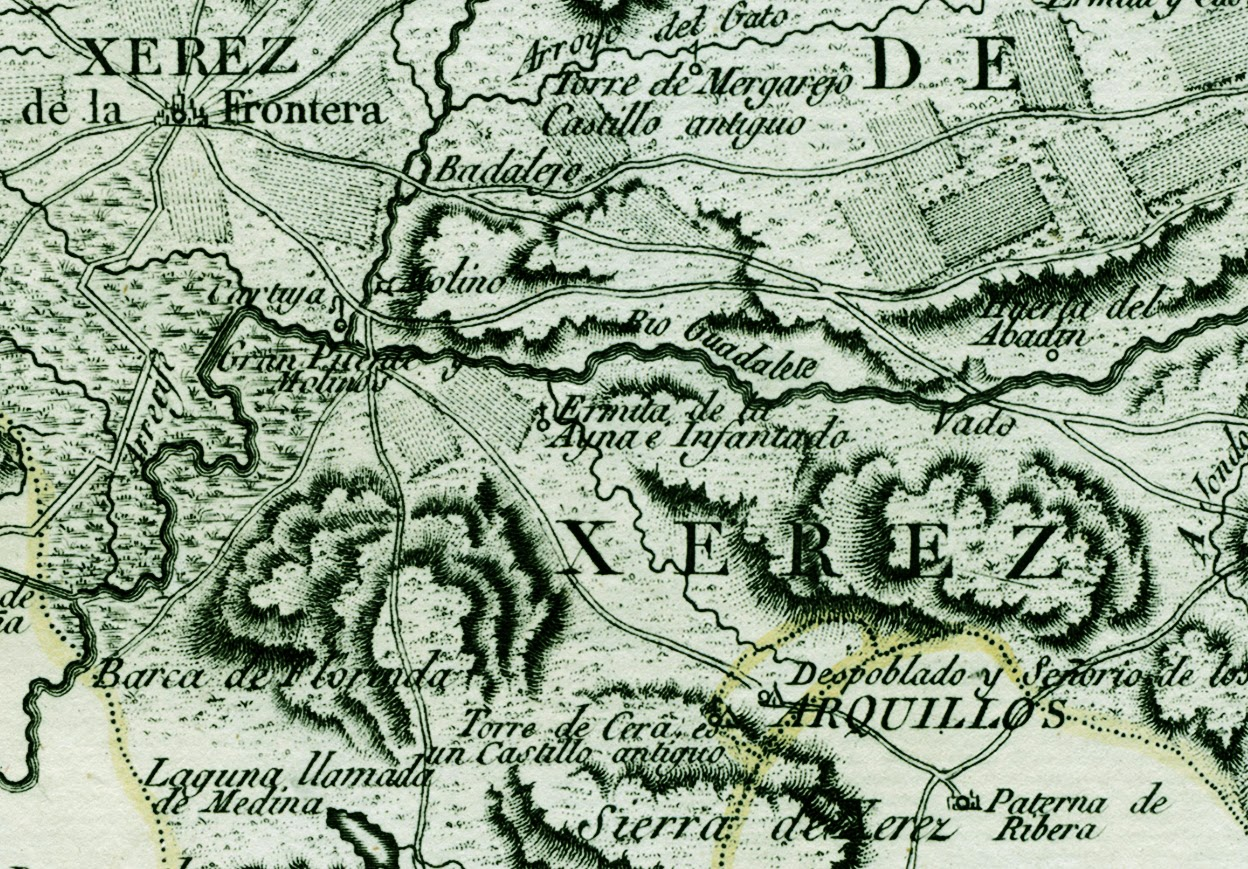
Dettaglio della campiña nella mappa di Francisco Zarzana nel 1787

La comarca contiene resti archeologici disseminati, in particolare legati ad Asta Regia e un'importante serie di fortezze, torrioni e osservatori più volte costruiti su precedenti edufici